# Karsten Kjær
Karsten Kjær (født 16. juni 1950 i Herning), er en dansk journalist, filminstruktør og tv-producent.

## Karriere
Karsten Kjær er journalist-uddannet fra Danmarks Journalisthøjskole og dagbladet Politiken i 1978.
Han har været rejsende reporter og freelance journalist for flere skandinaviske dagblade, Aftenposten, Svenska Dagbladet, Helsingin Sanomat, Sunday Times, Der Spiegel m.fl. og stiftede pressebureauerne World Independent News og 3. Verden Pressebureau (1982) i samarbejde med UNDP og Danida. Var medarbejder på Nordisk Film (1985-1995), TV-journalist og tilrettelægger på Weekend-TV, det journalistiske underholdningsprogram Eleva2ren og dokumentar-serien Fak2eren til TV2 Danmark. Var endvidere nyhedsdirektør for ScanNews i TV3 Danmark (1995-97). Stiftede Freeport Film A/S i 1996, hvor han stadig er direktør og ejer. Han har instrueret og produceret dokumentar-programmer og lifestyle formater til DR, TV2, TV3, BBC, ZDF, Arté, SVT, NRK, YLE m.fl.

## Filmografi
- Beirut between Bombs (1987) - dokumentar for DR, YLE, UPITN
- Kjærs Verdensbilleder, Kjær i Østen 1988-1995 - rejsereportager til Eleva2ren TV2
- Blodbrødre (1993) - dokumentar om Hells Angels i Danmark, TV2, NRK
- Mælk og Honning (1994) - dokumentar om familiesammenføring fra Tyrkiet, TV2
- TV3 Dokumentar (1996-98)- dokumentar-serie i 65 afsnit, TV3
- Efterlyst - (1999) Krimi-aktualitetsprogram i samarbejde med Rigspolitiet, TV3
- Prins Joachims verden (1999) reportage-program fra Bolivia, DR
- De dyre Drenge (2001) - portræt-serie af succesfulde iværksættere, TV2
- Kongehuset (2003) dokumentarserie i 10 afsnit om livet i det danske kongehus, DR
- Min vej til Succes (2004) - reportage-serie med Lars Larsen m.fl., TV2
- Hyret eller fyret (2004) dansk version af tv-formatet The Apprentice, SBS
- Skinnet Bedrager (2004) dansk version af tv-formatet Fakin' it TV2
- De forbandede tegninger, Bloody Cartoons (2007) dokumentar om de danske Muhammed-tegninger, DR, BBC
- Danskere i krig (2009) reportage-serie om danske soldater i Afghanistan, modtog TV Prisen 2009, DR
- Krimi5 - aktuel krimi-serie (2009-12), Kanal5, SBS
- Farezonen (2012) - dokumentarserie med Jokeren som vært, Kanal5, Discovery
- Politiskolen (2014) - reportage-serie om eleverne og uddannelsen på Politiskolen, TV2
- Jans Ultraklub (2015 reportage-serie med Jan Elhøj, DR
- Mit Luksushus (2018) - boligreportager om specielle og dyre huse, TV2
- I Audiens hos Dronningen (2019) dokumentar om ordenskapitlet i Danmark, DR
- Jagten på Elefantordenen (2022) reportage-serie om forsvundne elefantordener med Jan Elhøj og Morten Kirckhoff, DR

## Bøger
- Berømt og Berygtet - om kendte danskere - Politikens Forlag 1986 - sammen med Jacob Ludvigsen[7]